# 王欽 (成化進士)
王欽（1442年—？），字敬之，應天府上元縣匠籍，直隸長洲縣人，明朝政治人物。

## 生平
早年出身國子生。成化四年（1468年）戊子科應天鄉試舉人。成化十四年（1478年）戊戌科進士。任直隸安州（今安新縣）知州，城池隄岸，多所修築。正德時，大饑，王欽設法賑濟，全活甚眾。還曾創修州志。後陞戶部員外郎。。弘治十一年（1498年）出為廣東廣州府知府。

## 家族
祖父王璲良。父王懋。母羽氏，继母林氏。慈侍下。